# Kamptee (nagar panchayat)
Kamptee is een nagar panchayat (plaats) in het district Nagpur van de Indiase staat Maharashtra. 

## Demografie
Volgens de Indiase volkstelling van 2001 wonen er 84.340 mensen in Kamptee, waarvan 51% mannelijk en 49% vrouwelijk is. De plaats heeft een alfabetiseringsgraad van 76%. 